# 东贝母
东贝母（学名：Fritillaria thunbergii var. chekiangensis）为百合科贝母属下的一个变种。